# Anisagrion truncatipenne
Anisagrion truncatipenne är en trollsländeart som beskrevs av Philip Powell Calvert 1902. Anisagrion truncatipenne ingår i släktet Anisagrion och familjen dammflicksländor. Inga underarter finns listade i Catalogue of Life.